# Zhang Daqing
Zhang Daqing (张大庆) (nascut el 23 d'octubre del 1969) és un astrònom amateur xinès. Originari de la província de Henan.
Va co-descobrir del cometa periòdic 153P/Ikeya-Zhang. És el primer astrònom xinès aficionat que té un nom de cometa anomenat per ell. També és un fabricant del telescopi. El cometa periòdic 153P/Ikeya-Zhang va ser descobert l'1 de febrer del 2002 per un telescopi que ell mateix es va fer.